# ОК Ђердап
Одбојкашки клуб Ђердап је одбојкашки клуб из Кладова, Србија. Клуб је основан 1973. године, а тренутно се такмичи у Суперлиги Србије.
Домаће утакмице клуб игра у спортској хали Језеро, чији је капацитет 2.000 места.

## Историја
Клуб је основан 1973. године.
Већи део своје историје клуб се такмичио у нижим ранговима, а успон клуба почиње у сезони 2010/11., када је у Другој лиги Исток клуб освојио прво место и по први пут обезбедио пласман у Прву лигу Србије, други ранг такмичења.
Ђердап је као дебитант у Првој лиги у сезони 2011/12. неочекивано заузео друго место и тако је добио шансу да се преко плеј-аута бори за пласман у Суперлигу Србије. У плеј-ауту се састао са Клеком Србијашуме, деветопласираним тимом из Суперлиге, а у серији на три победе Ђердап је победио са 3:1 и тако се по први пут у клупској историји пласирао у Суперлигу Србије.
Сезону 2012/13. у лигашком делу Суперлиге Ђердап је завршио на другом месту иза Црвене звезде и тако већ у дебитантској сезони обезбедио пласман у плеј оф, као и учешће у ЦЕВ купу у следећој сезони. Ђердап је најуспешнију сезону у клупској историји завршио у четвртфиналу плеј офа, где је поражен са 2:1 од Партизана.